# Distrito de Uaboe
Uaboe (a veces llamado también Waboe) es un distrito de Nauru. Está ubicado al noroeste de la isla, tiene una superficie de 0,8 km² y una población de 330 habitantes.
En este distrito se encuentra la oficina de tierras de la isla.